# エスキモーコシャクシギ
エスキモーコシャクシギ（Numenius borealis）は、チドリ目シギ科ダイシャクシギ属に分類される鳥類。

## 分布
以前は夏季にカナダで繁殖し、冬季になるとアルゼンチンやチリへ南下し越冬していた。

## 形態
全長29-34cm。翼開張81-85cm。上面は濃褐色、下面は淡黄色の羽毛で覆われる。静止時には翼の先端が尾羽の先端よりも後方にある。
嘴は下方へ湾曲する。後肢は短い。

## 生態
非繁殖期にはパンパスに生息し、渡りの途中では草原（プレーリー、ヒース）、岩礁海岸、干潟にも生息する。大規模な群れを形成し生活する。
食性は雑食で、昆虫、貝類、ゴカイ、果実（ガンコウラン）などを食べる。
ツンドラに巣を作り、5-8月に1回に4個の卵を産む。

## 人間との関係
開発による生息地の破壊、乱獲などにより生息数は激減している。近年はまれに不確実な目撃例があるのみで、確実な繁殖地や越冬地も不明。1992年における生息数は約50羽と推定されている。